# Reina Claudia Sagot
Reina Claudia Sagot sinonimia: Reine Claude Sagot, es una variedad cultivar de ciruelo (Prunus domestica), de las denominadas ciruelas europeas,
una variedad de ciruela variedad antigua obtenida en Canadá en 1901, se supone descendiente de 'Reina Claudia Verde', se desconocen polinizadores.
Las frutas tienen un tamaño medio, con un color de piel verde amarillento, punteado abundante fino casi no se aprecia, y pulpa de color amarillo verdoso, con textura bastante blanda, y sabor muy dulce agradable.

## Sinonimia
- "Reina Claudia Sagot",
- "Reine Claude Sagot",
- "Sagot Reine Claude",
- "Renkloda Sagot".[4]

## Historia
El área de origen de los ciruelos "Reina Claudia" sería seguramente Siria?, y se obtuvo en Francia tras el descubrimiento de un ciruelo importado de Asia que producía ciruelas de color verde. Este ciruelo fue traído a la corte de Francisco I por el embajador del reino de Francia ante la "Sublime Puerta", en nombre de Solimán el Magnífico.
El nombre de Reina Claudia es en honor de Claudia de Francia (1499–1524), duquesa de Bretaña, futura reina consorte de Francisco I de Francia (1494–1547). En Francia le decían la bonne reine.
'Reine Claude Sagot' es una variedad de ciruela antigua, fue reconocida en Canadá en 1901, y se diferencia poco de la 'Reina Claudia Verde' de la que se cree que procede, se desconoce el "Parental Padre" fecundante con su polen.
'Reina Claudia Sagot' está cultivada en diversos bancos de germoplasma de cultivos vivos tales como en National Fruit Collection (Colección Nacional de Fruta) de Reino Unido con el número de accesión: 1961 - 024 y nombre de accesión: Reine-Claude Sagot. Recibido por "The National Fruit Trials" (Probatorio Nacional de Frutas) en 1961.

## Características
'Reina Claudia Sagot' árbol de vigoroso crecimiento, de generosa producción, requiere poco mantenimiento. Requiere suelo ligero y una posición soleada. Las mejores frutas vienen cuando hay un comienzo de verano húmedo y un clima cálido y seco en el período de maduración. Si el clima es al revés, gran parte de la cosecha se pierde por culpa de la monilinia (Podredumbre parda). Tiene un tiempo de floración que comienza a partir del 15 de abril con el 10% de floración, para el 19 de abril tiene una floración completa (80%), y para el 1 de mayo tiene un 90% de caída de pétalos.
'Reina Claudia Sagot' tiene una talla de tamaño medio (peso promedio 47,50 g.), de forma globosa, con la sutura perceptible, línea fina, incolora y transparente, situada en una depresión más o menos acentuada, continuando en la parte inferior dorsal; epidermis con abundante pruina blanco grisácea, no se aprecia pubescencia, siendo el color de la piel verde amarillento, punteado abundante fino casi no se aprecia; Pedúnculo de longitud corto (6.62 mm promedio), grueso con la parte superior formando maza, sin pubescencia, ubicado en una cavidad del pedúnculo de anchura media, medianamente profunda, medianamente rebajada en la sutura y más suavemente en el lado opuesto;pulpa de color amarillo verdoso, con textura bastante blanda, y sabor muy dulce agradable.
Hueso semi libre, con ligera adherencia solo en zona ventral, de tamaño pequeño, elíptico redondeado, zona pistilar amplia y redondeada, zona ventral y surcos poco acusados, caras laterales medianamente labradas, granulosas.
Su tiempo de recogida de cosecha se inicia en su maduración desde finales de agosto principios de septiembre.

## Usos
La ciruela 'Reine Claude Sagot' debido sus características de calidad, se usa como fruta fresca de postre en mesa, aunque también se utiliza en usos culinarios, y de repostería, se transforma en mermeladas, almíbar de frutas, compotas.

## Cultivo
La ciruela 'Reina Claudia Sagot' es una variedad de "Reina Claudia" que está bien adaptada a los climas de los países nórdicos, y es medianamente fértil.
La ciruela 'Reine Claude Sagot' es auto estéril necesita polen de otras variedades para cuaje del fruto, siendo polinizadores del grupo C entre otros: 'Andrierez', 'Anna Späth', 'Autumn Compote', 'Avalon', 'Aylesbury Prune', . . .

## Enfermedades y plagas
Plagas específicas:
Pulgones, Cochinilla parda, aves Camachuelos, Orugas, Araña roja de árboles frutales, Polillas minadoras de hojas, Pulgón enrollador de hojas de ciruelo.
Enfermedades específicas:
Se afecta con la Podredumbre parda de las ciruelas.